# Peatnîceanî, Jîdaciv
Peatnîceanî (în ucraineană П'ятничани) este un sat în comuna Sokolivka din raionul Jîdaciv, regiunea Liov, Ucraina.

## Demografie
Componența lingvistică a localității Peatnîceanî
     Ucraineană (99,54%)
     Alte limbi (0,46%)
Conform recensământului din 2001, majoritatea populației localității Peatnîceanî era vorbitoare de ucraineană (99,54%), existând în minoritate și vorbitori de alte limbi.